# Битка код Ладе
Битка код Ладе је била одлучујућа поморска битка 494. п. н. е. између грчких полиса Јоније и Персијског царства у време Дарија Великог. Битка је окончана персијском победом, а након тога Персијанци су заузели и спалили центар устанка Милет. Грчки полиси су изгубили битку када су бродови Самоса прешли на персијску страну.

## Увод
Јонски устанак изазван је незадовољством грчких полиса у Малој Азији са тиранима, које је постављала Персија. Тиран Милета Аристагора покушао је 499. п. н. е. да освоји острво Наксос заједно са Персијанцима. Повукли су се након четворомесечне опсаде Наксоса. Аристагора се бојао да га не смене због неуспешног похода, па је одлучио да побуни јонске Грке против Персијанаца. У почетку су јонски Грци били успешни, па су уз помоћ Атине и Еретрије заузели Сард 498. п. н. е. Међутим након тога Персијанци су победили у бици код Ефеза. Побуна се након тога проширила на Карију и Кипар. Уследиле су три године ратовања без одлучујућег ефекта. До 494. п. н. е. персијска војска и морнарица су се прегруписале и одлучили су да нападну епицентар побуне Милет.
Јоњани су настојали да одбране Милет са мора, а одбрану самог Милета оставили су грађанима Милета. Јонска флота се окупила код острва Ладе, крај обале Милета. Персијанци су покушали да наговоре неке од јонских градова да промену страну.

## Персијске припреме
Персијанци су били забринути великим бројем грчких бродова. Бојали су се да ако не победе у поморској бици, да тада неће моћи да заузму Милет. Због тога су позвали јонске тиране, којима је Аристагора одузео власт. Персијанци су замолили тиране, да покушају да наговоре своје бивше подређене да пређу на персијску страну. Јонски тирани су покушали да наведу своје бивше поданике на издају али нису успели.

## Јонске припреме
Фокејац Дионизије покушао је да мотивише јонске Грке и према Херодоту обратио им се следећим речима:
"Јонци, наша судбина стоји на оштрици бријача и питање је да ли ћемо остати слободни или ћемо постати робови, поготово одбегли робови. Ако сада не будете жалили труда, ви ћете додуше морати одмах да се подухватите тешког посла, па ћете тек онда бити у стању да победите своје непријатеље и да будете слободни. А ако будете млитави и недисциплиновани, не могу вам ставити у изглед наду да нећете морати крвљу да платите и да не испаштате због устанка. Него слушајте ме и имајте само поверења у мене! Обећавам вам да нас, ако само богови буду непристрасни, непријатељи неће ни напасти, или, ако нас и нападну, да ће претрпети тежак пораз“
Најпре их је придобио да слушају његова наређења и да увежбавају веслања, пробијања непријатељских линија. Грци су се седам дана држали Дионизијеве дисциплине, а када им је додијало да вежбају одустали су и предали се нераду. Војсковође са Сама су уочиле да је код Јонаца дошло до нереда, па су изгледи на победу против Персијанаца изгледали слабији. Због тога су одлучили да послушају раније савете оних, који су их наговарали да промену страну.

## Битка
Убрзо након побуне против Дионизија персијска флота је кренула у напад против Јонаца, Јонци су кренули у борбеном поретку. Јонска борбена линија је била са истока на запад: Милет-Пријена-Мијунт-Теј- Хиј-Еритра-Фокеја. Лезбос-Самос Самљани су имали 60 бродова и већина је напустила положаје и одједрила. Ипак посаде 11 бродова са Самоса нису послушале своје заповеднике, него су учествовали у борби. Настала је рупа у борбеном поретку. Када су Лезбијци видели да беже Самљани и они су побегли, а након њих и већина Јонаца. Цело јонско западно крило је брзо нестало.
Највеће губитке су имали Хијани, који су имали укупно 100 бродова. Они су наставили да се боре, иако су видели да многи њихови савезници напуштају битку. Хијани су у жестокој бици изгубили већину својих бродова, али пробијали су се и кроз персијску борбену линију наносећи им велике губитке. Део Хијана је онда побегао преосталим бродовима, а остали са потопљених бродова побегли су у Микалу.

## После битке
Одмах након битке Персијанци су опсели Милет и са копна и са мора. Када су заузели Милет Персијанци су побили већину мушкараца, а жене и децу продали у робље. Храмове и светилишта су попљачкали и попалили. Персијанци су Милет очистили од Милећана. Град су узели за себе, а околну територију дали су Карцима из Педаза.